# María Asunción Raventós
María Asunción Raventós Torras (San Sadurní de Noya, 1930) Pintora, grabadora y tapicera catalana. 

## Biografía
Estudió en la Real Academia Catalana de Bellas Artes de San Jorge de Barcelona, siendo, con posterioridad, profesora en la misma de dibujo. Inicialmente, se dedicó al grabado, pero posteriormente se dedicó a la creación de tapices, siendo miembro destacado de la Escuela Catalana de Grau-Garriga y Susanna Rolando en San Cugat del Vallés. Se inició en la técnica del lino, el telar y materiales textiles, y experimentó con técnicas poco comunes, que la llevaron, a través de la inserción de relevos, volúmenes, flequillos, desnudos, cortes y protuberancias de influencia cubista y expresionista, a una expresión tridimensional cercana a la escultura. En los 1990´s retornó a la pintura, empleando masas de color sutilmente dispuestas. Ha expuesto en USA, Suecia, Francia, Japón, Italia, Alemania, Suiza, Mónaco, Yugoslavia y Bélgica.

## Premios
- Primer Premio de Grabado de la Exposición Nacional de Bellas Artes (1971)
- Premio Ciudad de Barcelona de Grabado (1973)
- Medalla de Oro del Círculo de Bellas Artes de Madrid (1976)
- Premio del Salón Internacional de Marsella (1983)
- Premio del 2º Mini Print Internacional de Cadaqués (1982)
- Premio en la Bienal Internacional Textil de Bratislava (1987)
- Cruz de Sant Jordi (1991)